# Riama rhodogaster
Riama rhodogaster är en ödleart som beskrevs av  Luis R. Rivas SCHARGEL och MEIK 2005. Riama rhodogaster ingår i släktet Riama och familjen Gymnophthalmidae. Inga underarter finns listade i Catalogue of Life.